# Даниельсон-Гамбоджи, Элин
Элин Клеопатра Даниельсон-Гамбоджи (фин. Elin Danielson-Gambogi; 3 сентября 1861, Ноормаркку, Великое княжество Финляндское, Российская империя — 31 декабря 1919, Ливорно, Италия) — финско-шведская художница. Видная представительница «золотого века» финского искусства периода 1880—1910 годов. Наиболее известна благодаря своим реалистичным работам и портретам. Даниельсон-Гамбоджи принадлежала к первому поколению финских женщин-художниц, получивших профессиональное художественное образование, так называемому «поколения сестер-художниц». В эту группу также входили Хелена Шерфбек (1862-1946), Хелена Вестермарк (1857-1938) и Мария Вийк (1853-1928).

## Биография
Родилась в семье имевшей шведские корни. С 15 лет обучалась изобразительному искусству в Школе рисования Финского художественного общества (ныне Академия изящных искусств (Хельсинки)), где училась вместе с Хеленой Вестермарк и Хеленой Шерфбек. В 1878 году брала уроки у Адольфа фон Беккера. Прошла курсы классического рисунка, пейзажной живописи и перспективы. В 1880 году провела свою первую выставку и получила диплом учителя.
В 1883 году отправилась в Париж, посещала лекции в Академии Коларосси, среди прочих, у Рафаэля Коллена и Гюстава Куртуа. Работала в студии Огюста Родена.
Ежегодно летние месяцы проводила на плэнерах в Бретани. Через несколько лет вернулась на родину. В 1881 году открыла свою собственную студию в Ноормарку.
С 1880 по 1890 год работала учителем рисования в ряде художественных школ Финляндии. С 1886 по 1892 год ежегодно посещала колонию художников Эннингебю, созданную Виктором Вестерхольмом.
В 1895 году получила стипендию для стажировки во Флоренции. В Италии вышла замуж за художника Рафаэлло Гамбоджи (1874—1943). У пары было несколько совместных выставок, в том числе на Парижской всемирной выставке 1900 года .
В 1919 году умерла, тяжело заболев пневмонией. Похоронена в Ливорно.

## Творчество
Писала картины в стиле французского реализма и натурализма. Мастер женского портрета, жанровых полотен.

## Избранные произведения

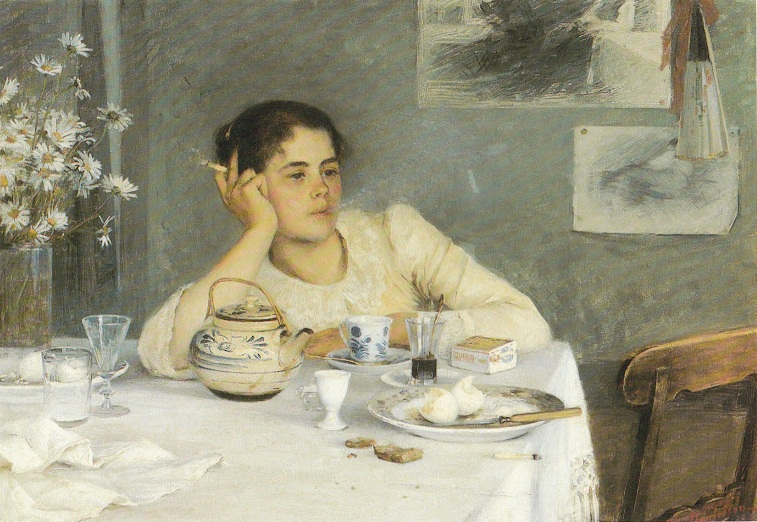
После завтрака
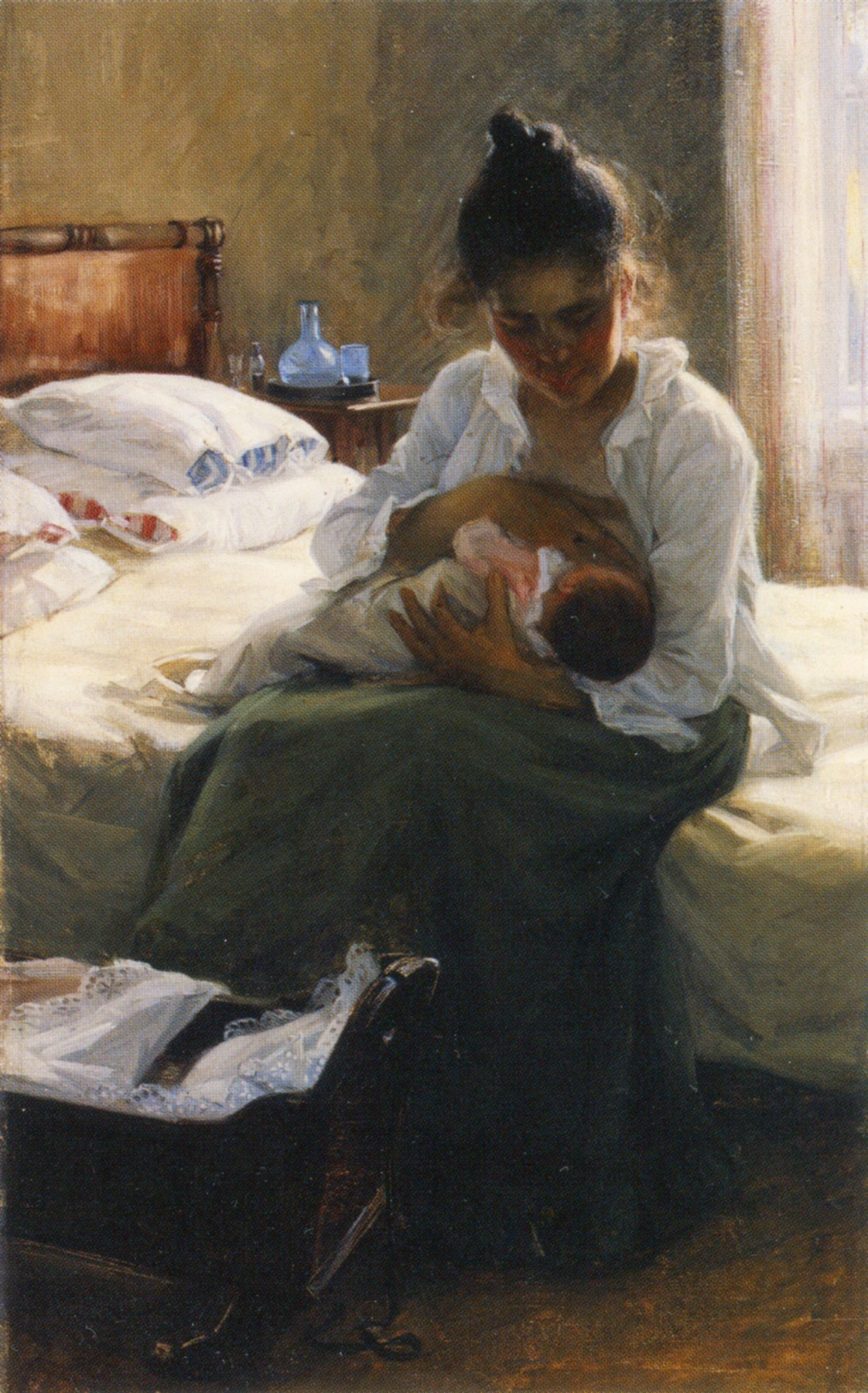
Mатеринство
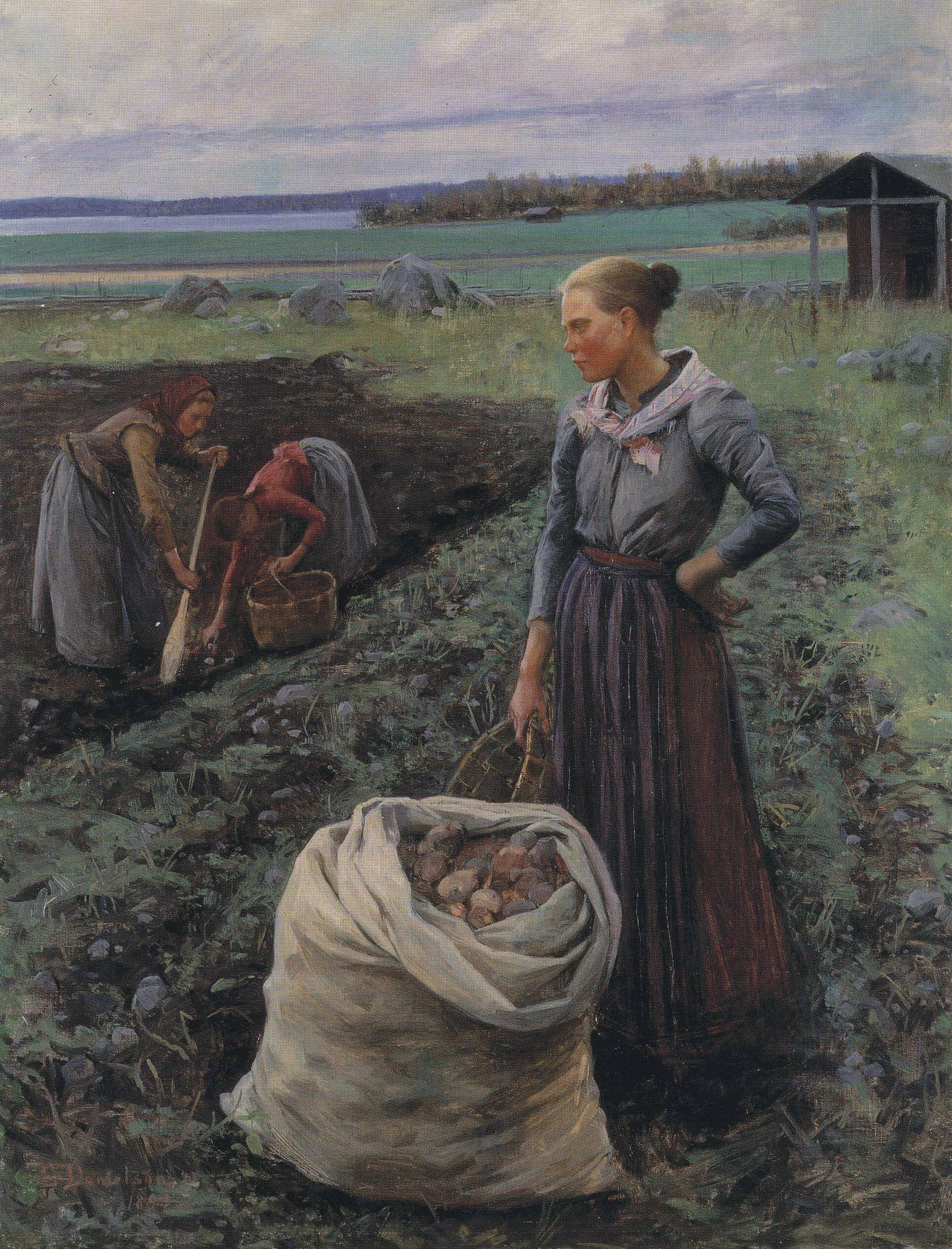
Сбор картофеля
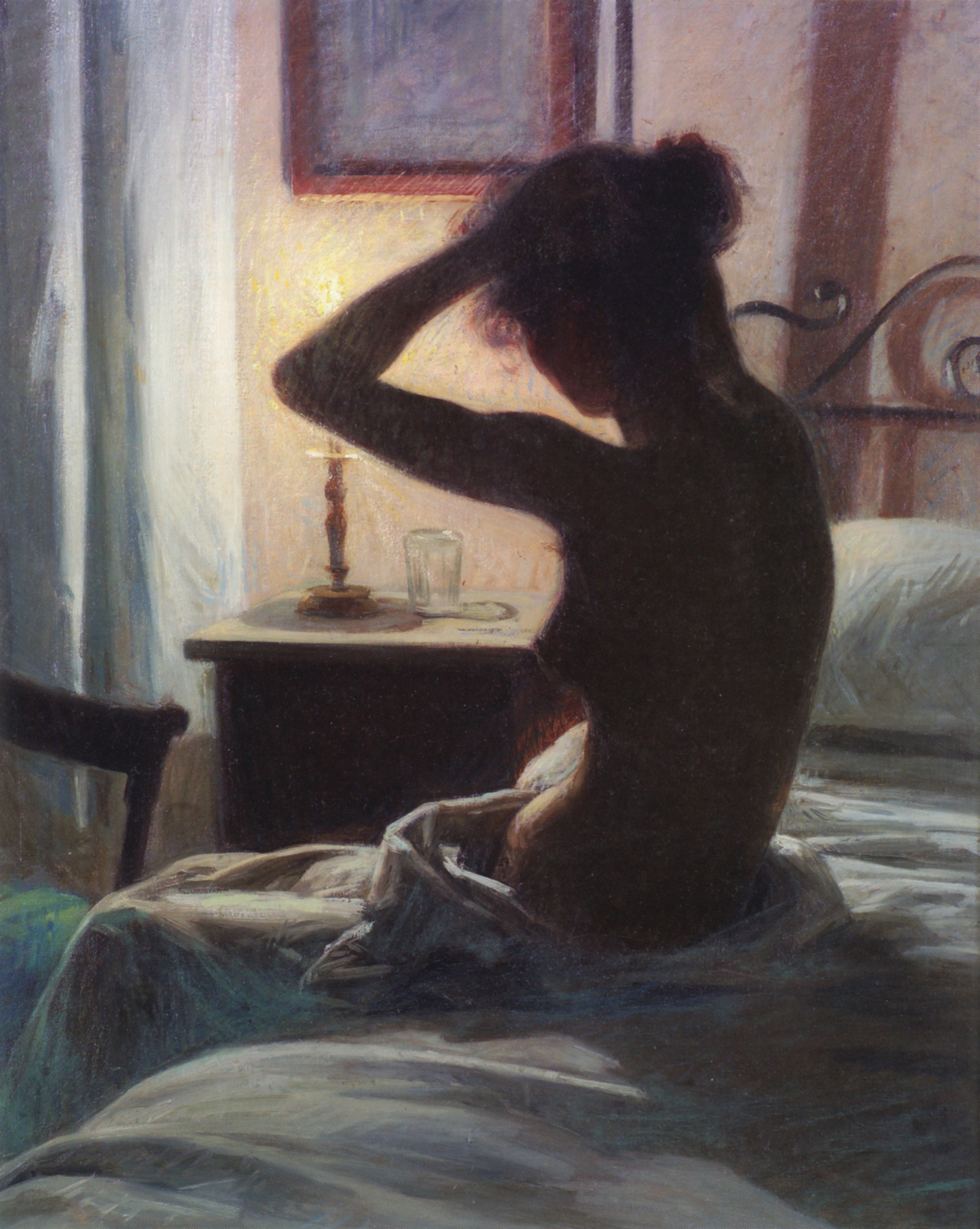
В кровати
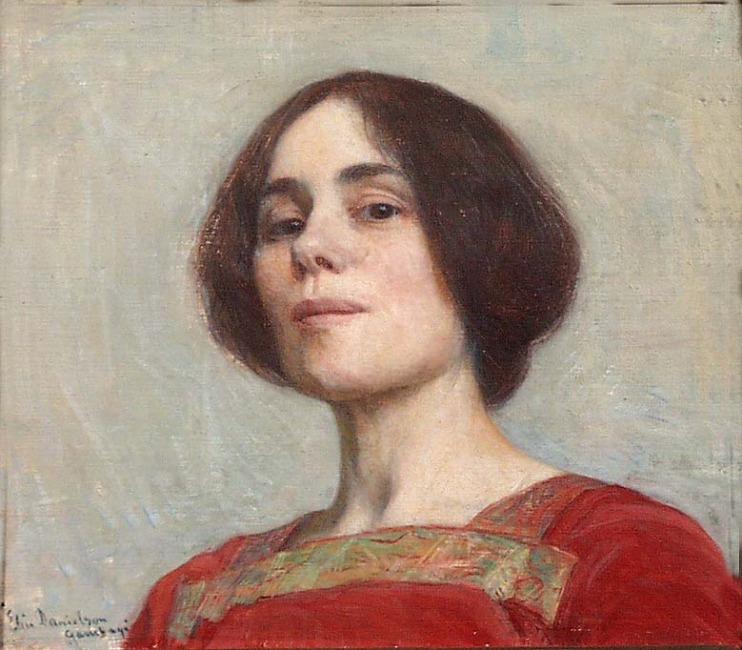
Автопортрет, 1903
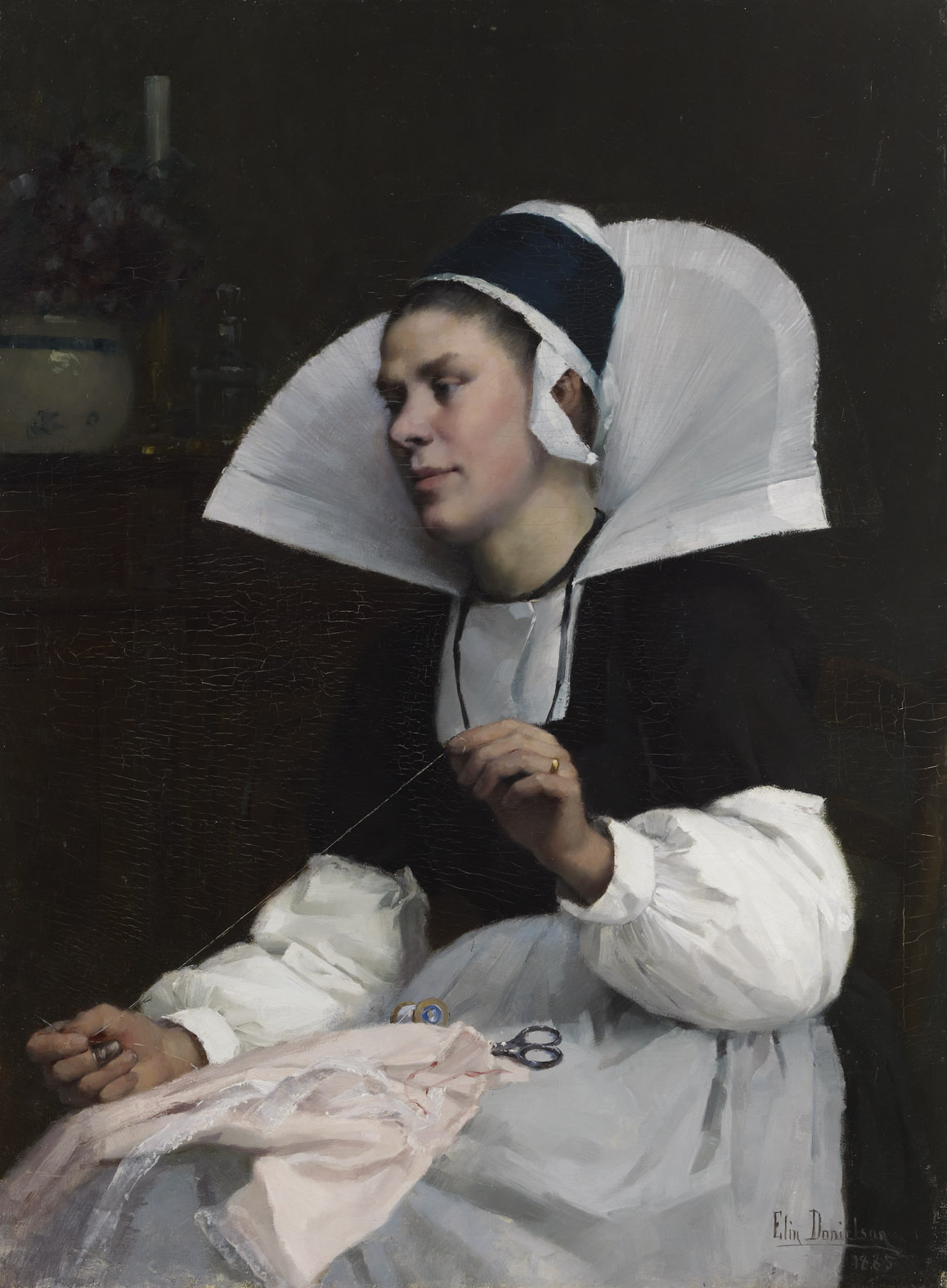
Молодая мать 1885
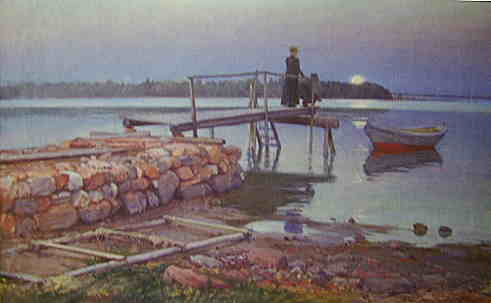
Мост в Томтебо на канале Лемстрём
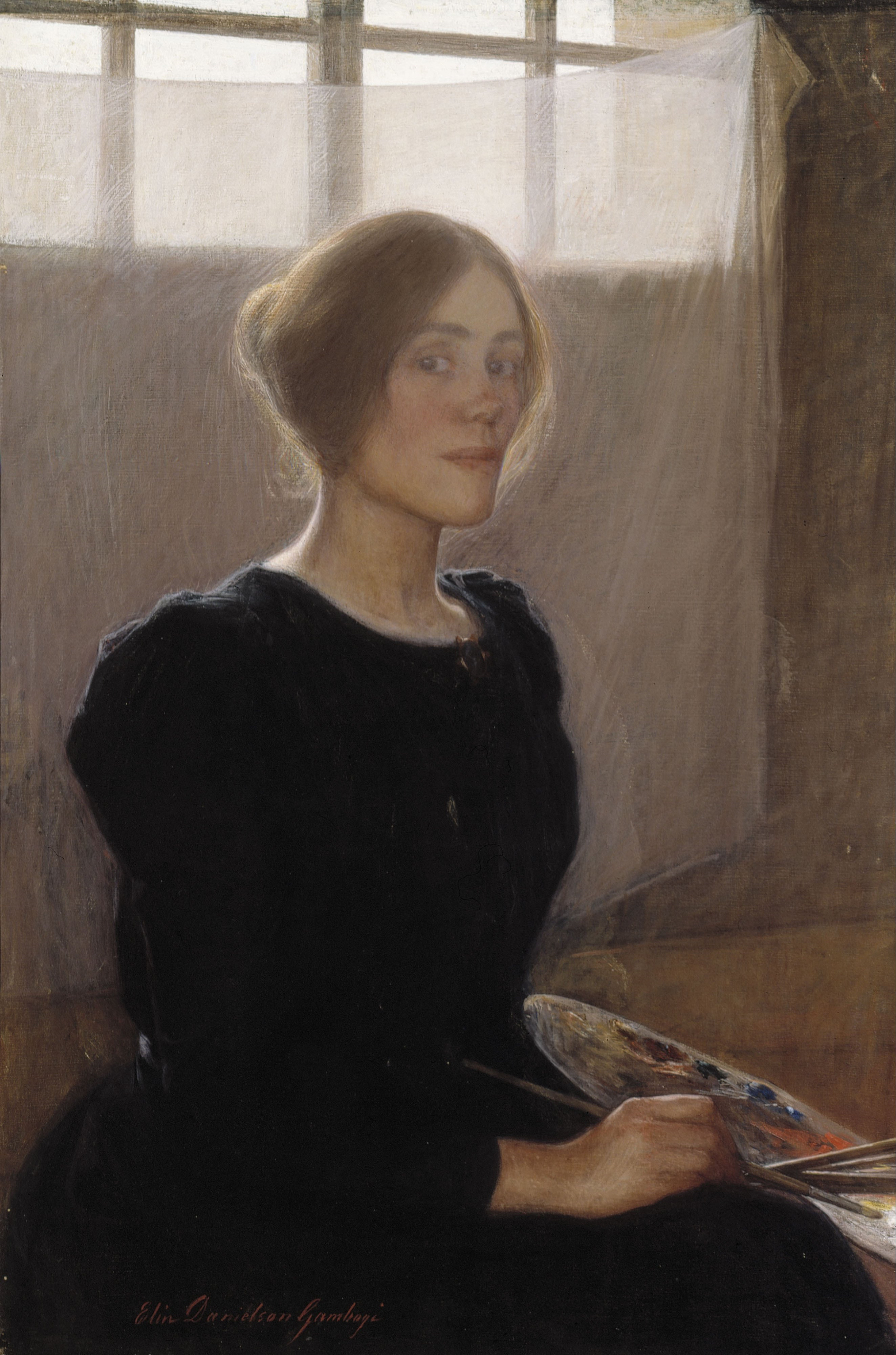
Автопортрет, 1900